# Museo del Massachusetts di arte contemporanea
Il Museo del Massachusetts di Arte Contemporanea di North Adams, meglio noto con il nome di MASSMoCA (Massachusetts Museum of Contemporary Arts) è il museo d'arte contemporanea più grande dell'intera East Coast.

## Storia
Dalla sua apertura, il MASS MoCA ha favorito un grande processo di trasformazione economica nella regione basato sulle proposte culturali, ricreative ed educative. Negli scorsi cinque anni, North Adams è diventata la sede di nuovi prestigiosi ristoranti, gallerie d'arte contemporanea e organizzazioni a carattere culturale. Inoltre, l'area abbandonata delle fattorie e dei mulini è stata convertita loft per artisti che qui vivono e lavorano.